# ونسان دفران
ونسان دفران (فرانسوی: Vincent Defrasne‎؛ زادهٔ ۹ مارس ۱۹۷۷) ورزشکار دوگانه اهل فرانسه است.
وی همچنین برندهٔ جوایزی همچون لژیون دونور (شوالیه) شده‌است.